# Crnovec
Crnovec (makedonska: Црновец) är en ort i Nordmakedonien. Den ligger i kommunen Bitola, i den sydvästra delen av landet, 90 kilometer söder om huvudstaden Skopje. Crnovec ligger 645 meter över havet och antalet invånare är 577.